# Remo en los Juegos Panamericanos

Remo

La prueba de Remo fue admitida en los Juegos Panamericanos desde la primera edición que se celebró en Buenos Aires en Argentina en 1951.

## Eventos
Los siguientes eventos son los realizados en la prueba de remo, según la sede son los eventos realizados.

### Masculino
| - Un par de remos cortos (M1x) - Dos pares de remos cortos (M2x) - Dos pares de remos cortos peso ligero (LM2x) - Cuatro pares de remos cortos (M4x) | - Par (M2-) - Cuatro (M4-) - Cuatro peso ligero (LM4-) - Ocho (M8+) |

### Femenino
| - Un par de remos cortos (W1x) - Un par de remos cortos peso ligero (LW1x) - Dos pares de remos cortos (W2x) | - Dos pares de remos cortos peso ligero (LW2x) - Cuatro pares de remos cortos (W4x) - Par (W2-) |

## Medallero Histórico
Actualizado Santiago 2023
| Núm. | País                    | Oro | Plata | Bronce | Total |
| ---- | ----------------------- | --- | ----- | ------ | ----- |
| 1    | Estados Unidos (USA)    | 60  | 62    | 31     | 153   |
| 2    | Argentina (ARG)         | 44  | 32    | 44     | 121   |
| 3    | Cuba (CUB)              | 39  | 29    | 42     | 110   |
| 4    | Canadá (CAN)            | 34  | 36    | 30     | 100   |
| 5    | México (MEX)            | 12  | 10    | 23     | 45    |
| 6    | Chile (CHI)             | 10  | 12    | 14     | 36    |
| 8    | Brasil (BRA)            | 9   | 21    | 17     | 47    |
| 7    | Uruguay (URU)           | 5   | 5     | 6      | 16    |
| 9    | Trinidad y Tobago (TTO) | 0   | 1     | 0      | 1     |
| 10   | Perú (PER)              | 0   | 0     | 4      | 4     |
| 11   | Guatemala (GUA)         | 0   | 0     | 2      | 2     |
| 11   | Venezuela (VEN)         | 0   | 0     | 2      | 2     |

- Datos: Q16874408